# Prudencio Lazcano
Prudencio Lazcano Echaurren (Santiago 1850 - Valparaíso 1904) was een Chileens politicus en diplomaat.
Hij bezocht het Colegio San Ignacio en studeerde aan het Instituto Nacional. Na zijn studie wijdde hij zich aan de landbouw.
Op 24 mei 1888 werd hij burgemeester van de Chileense hoofdstad Santiago. In die functie leidde hij een ambitieus hervormingsprogramma met als doel de verbetering van de infrastructuur, de hygiëne en de sociale voorzieningen van de lagere klassen.
Van 2 november 1888 tot 21 januari 1889 was hij minister van Industrie en Openbare Werken onder president José Manuel Balmaceda. Deze laatste benoemde hem op 21 januari 1889 tot buitengewoon gezant in Bolivia, een post die hij op 6 mei 1890 verruilde voor de Verenigde Staten van Amerika. Tijdens de Burgeroorlog van 1891 wist hij de VS ervan te overtuigen om de regering van Balmaceda te blijven steunen. Niettemin wist de gezant van de rebellen in de VS, Ricardo Trumbull, een wapendeal te sluiten met een wapenfabrikant voor de levering van geweren aan de rebellenregering te Iquique. Toen dit uitlekte kwam het tot een diplomatiek incident tussen de legitieme Chileense regering en de Verenigde Staten. Na de machtsovername door de rebellen verliet Lazcano de VS en keerde naar Chili terug. Hij werd in de Constituerende Senaat gekozen, maar kon geen zitting nemen vanwege zijn aandeel in de regering van Balmaceda. Nadien trok hij zich uit het openbare leven terug.
Hij overleed in 1904 in Valparaíso en was getrouwd met María Délano Biggs (1856-1922).

## Familie
Prudencio Lazcano was de zoon van minister van Onderwijs Fernando Lazcano y Mujica (1810-1886) en Dolores Echaurren Larraín. Een van zijn broers was Fernando Lazcano Echaurren (1847-1920), presidentskandidaat in 1906.